# Litauische Badmintonmeisterschaft 2020
Die Litauische Badmintonmeisterschaft 2020 fand vom 10. bis zum 11. Oktober 2020 in Panevėžys statt. Es war die 58. Austragung der nationalen Titelkämpfe von Litauen im Badminton.

## Medaillengewinner
| Disziplin    | Gold                                | Silber                                 | Bronze                               |
| ------------ | ----------------------------------- | -------------------------------------- | ------------------------------------ |
| Herreneinzel | Danielius Beržanskis                | Edgaras Slušnys                        | Ignas Reznikas                       |
| Dameneinzel  | Samanta Golubickaitė                | Perla Murėnaitė                        | Monika Sukackaitė                    |
| Herrendoppel | Danielius Beržanskis Jonas Petkus   | Mindaugas Dagilis Aivaras Kvedarauskas | Mark Šames Vilius Bagdanavičius      |
| Damendoppel  | Rebeka Aleksevičiūtė Gabija Mockutė | Vitalija Movšovič Jelena Ramaneckienė  | Samanta Golubickaitė Perla Murėnaitė |
| Mixed        | Giedrius Dima Ieva Gaidė            | Edgaras Slušnys Vaida Slušnienė        | Jonas Petkus Gabija Mockutė          |